# Plor

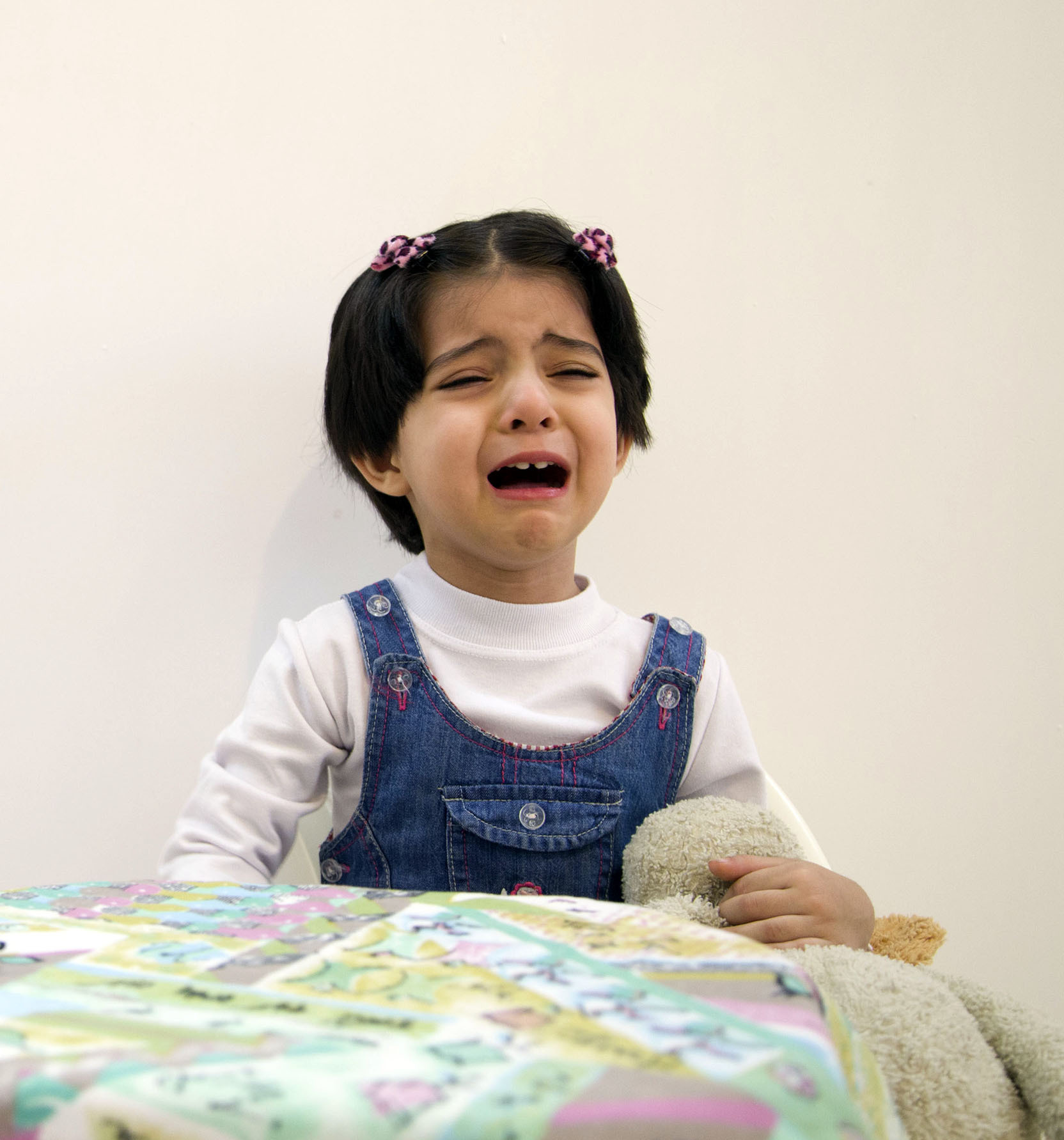
Un infant plorant abraçant un os de peluix.

El plor és l'acte de vessar llàgrimes com a resposta a un estat emocional o de dolor. Les emocions que poden portar a plorar inclouen la tristesa, la ira, l'emoció i fins i tot la felicitat. L'acte de plorar s'ha definit com "un fenomen secretomotor complex caracteritzat pel vessament de llàgrimes de l'aparell lacrimal, sense cap irritació de les estructures oculars", en canvi, aporta un alleujament que protegeix de la conjuntivitis. Un terme mèdic relacionat és el llagrimeig, que també es refereix al vessament no emocional de llàgrimes.
Perquè el plor es descrigui com a plorar, normalment ha d'anar acompanyat d'un conjunt d'altres símptomes, com ara una inhalació lenta però erràtica, casos ocasionals de contenció de la respiració i tremolor muscular. Aquesta conducta és pròpia dels éssers humans i es basa físicament en una connexió entre el conducte llagrimal i les àrees del cervell que gestionen les emocions. El plor està regulat culturalment.
Si bé la llàgrima té com a funció hidratar i netejar l'ull, les llàgrimes produïdes durant el plor emocional tenen una composició química diferent d'altres tipus de llàgrimes. Contenen quantitats significativament més grans de les hormones prolactina, hormona adrenocorticotròpica i Leu-encefalina, i els elements potassi i manganès.

## Funció

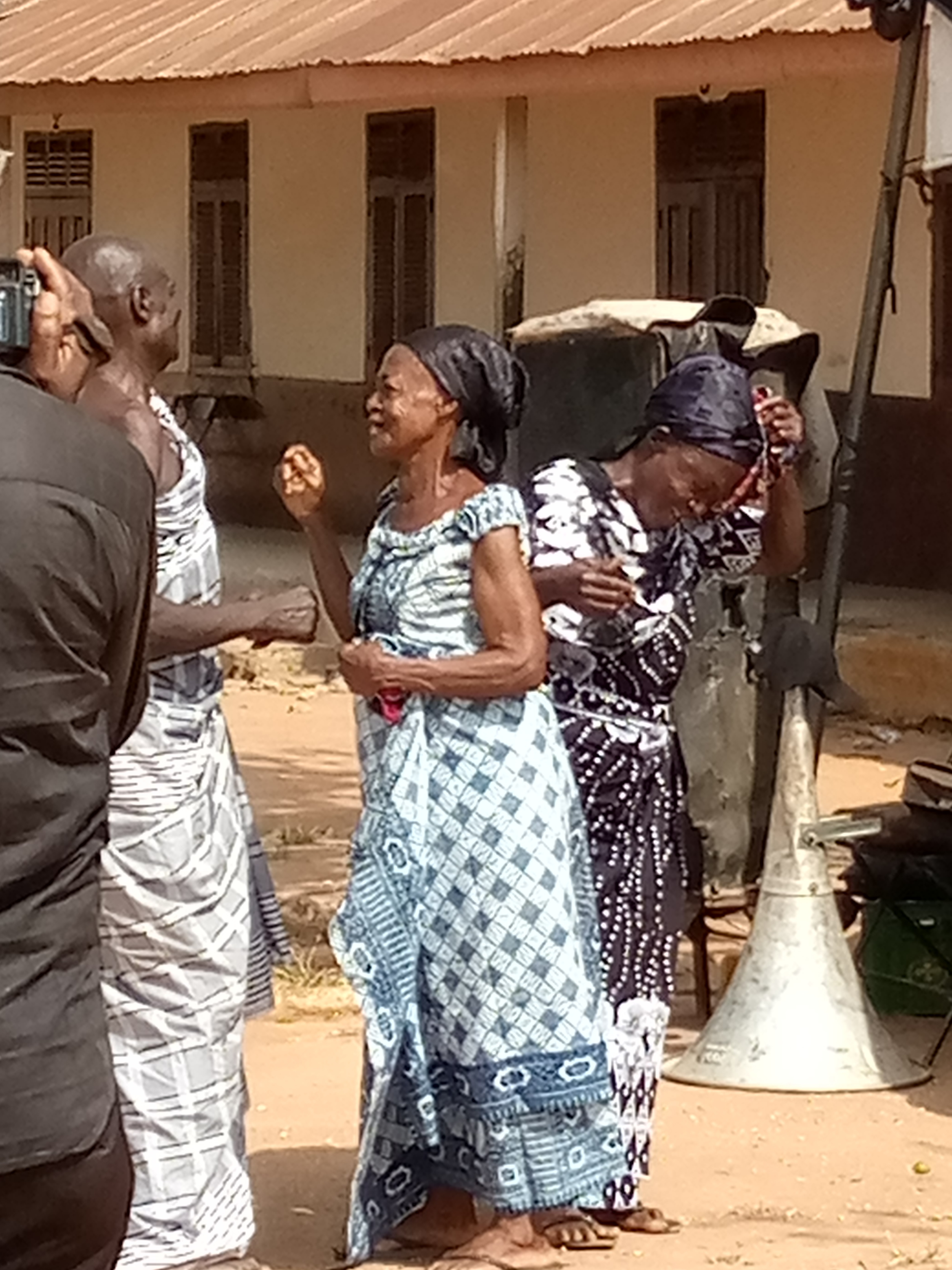
Dues dones ploren en un funeral

La qüestió de la funció o l'origen de les llàgrimes emocionals no està clara científicament. Hi ha teories simples que consideren que el plor no és més que la resposta al dolor infligit, i de més complexes, que inclouen el plor com un element de la comunicació no verbal per tal d'obtenir un comportament d'ajuda altruista dels altres. Alguns també han afirmat que el plor pot servir per a diversos propòsits bioquímics, com ara alleujar l'estrès i netejar els ulls. Hi ha evidències empíriques que indiquen que el plor redueix els nivells d'estrès, potencialment a causa de l'alliberament d'hormones com l'oxitocina. Es creu que el plor dona sortida o és el resultat d'un esclat de sensacions emocionals intenses, com ara agonia, sorpresa o alegria. Aquesta teoria podria explicar per què la gent plora durant esdeveniments alegres, així com esdeveniments molt dolorosos.
Les persones solen recordar els aspectes positius del plor i poden crear un vincle entre altres esdeveniments positius simultanis, com ara resoldre els sentiments de dol. En conjunt, aquestes característiques de la memòria reforcen la idea que el plor del passat va ajudar a l'individu.
A la medicina hipocràtica i medieval, les llàgrimes s'associaven amb els humors corporals, i el plor es considerava la purgació de l'excés d'humor del cervell. William James pensava en les emocions com a reflexos previs al pensament racional, creient que la resposta fisiològica, com a estrès o irritació, és una condició prèvia per a prendre consciència cognitivament d'emocions com la por o la ira.
William H. Frey II, bioquímic de la Universitat de Minnesota, va proposar que la gent se sentia "millor" després de plorar a causa de l'eliminació de les hormones associades a l'estrès, concretament l'hormona adrenocorticotròpica. Això, juntament amb l'augment de la secreció de la mucosa durant el plor, podria conduir a la teoria que el plor és un mecanisme desenvolupat en humans per eliminar aquesta hormona de l'estrès quan els nivells creixen massa. Les llàgrimes tenen una capacitat limitada per eliminar productes químics, reduint la probabilitat d'aquesta teoria.
Les teories psicològiques recents del plor emfatitzen la relació del plor amb l'experiència de la impotència percebuda. Des d'aquesta perspectiva, una experiència subjacent d'impotència normalment pot explicar per què la gent plora. Per exemple, una persona pot plorar després de rebre una notícia sorprenentment feliç, aparentment perquè la persona se sent impotent o incapaç d'influir en el que està passant.
Les llàgrimes emocionals també s'han situat en un context evolutiu. Un estudi proposa que el plor, mitjançant la visió borrosa, pot impedir les accions agressives o defensives, i pot funcionar com un senyal fiable d'apaivagament o necessitat. Oren Hasson, psicòleg evolutiu del departament de zoologia de la Universitat de Tel-Aviv creu que el plor mostra vulnerabilitat i submissió a un atacant, sol·licita simpatia, ajuda dels espectadors i indica vincles emocionals compartits.
Una altra teoria que segueix la psicologia evolutiva és la de Paul D. MacLean, que suggereix que la part vocal del plor es va utilitzar primer com un "crit de separació" per ajudar a reunir pares i descendència. Les llàgrimes, especula, són el resultat d'un vincle entre el desenvolupament del cervell i el descobriment del foc. MacLean teoritza que com que els primers humans devien dependre molt del foc, els seus ulls sovint produïen llàgrimes reflexives en resposta al fum. A mesura que els humans van evolucionar, el fum possiblement va obtenir una forta associació amb la pèrdua de vides i, per tant, amb la tristesa. :90–91 L'any 2017, Carlo Bellieni va analitzar el comportament del plor i va concloure que la majoria dels animals poden plorar, però només els humans tenen llàgrimes psicoemocionals. El plor és un comportament que indueix empatia potser amb la mediació de la xarxa de neurones mirall, i influeix en l'estat d'ànim a través de l'alliberament d'hormones provocades per l'efecte de massatge que fan les llàgrimes a les galtes, o mitjançant l'alleujament del ritme de sanglots. Molts etòlegs no estarien d'acord amb aquesta darrera afirmació.

## Resposta biològica

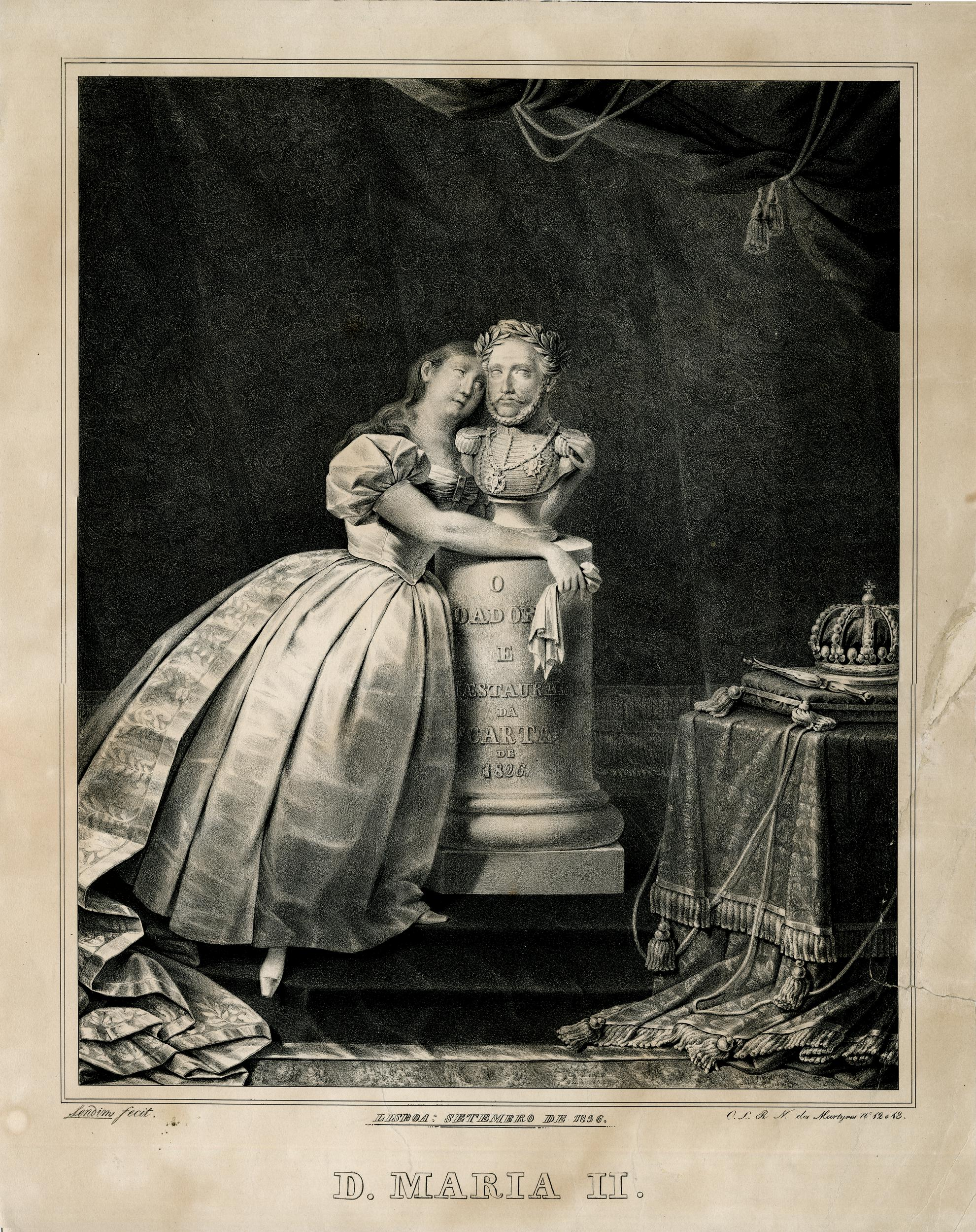
La reina Maria II de Portugal plora abraçant un bust del seu difunt pare, Pere IV, emperador del Brasil, en una il·lustració del 1836.

Pot ser molt difícil observar els efectes biològics del plor, sobretot tenint en compte que molts psicòlegs creuen que l'entorn en què una persona plora pot alterar la seva experiència com a persona que plora. Els estudis de laboratori han demostrat diversos efectes físics del plor, com ara l'augment de la freqüència cardíaca, la sudoració i la respiració més lenta. Tot i que sembla que el tipus d'efectes que experimenta un individu depèn en gran manera de l'individu, per a molts sembla que els efectes calmants del plor, com la disminució de la velocitat de la respiració, perduren més que els efectes negatius, cosa que podria explicar per què la gent recorda que el plor és útil i beneficiós.

### Nus a la gola
L'efecte secundari més comú del plor és sentir un nus a la gola o sensació de globus. Encara que moltes coses poden provocar una sensació de globus, la que s'experimenta en el plor és una resposta a l'estrès que experimenta el sistema nerviós simpàtic. Quan un animal està amenaçat per algun tipus de perill, el sistema nerviós simpàtic desencadena diversos processos per permetre a l'animal lluitar o fugir. Això inclou tancar les funcions corporals innecessàries, com ara la digestió, i augmentar el flux sanguini i l'oxigen als músculs necessaris. Quan un individu experimenta emocions com ara el dolor, el sistema nerviós simpàtic respon d'aquesta manera.
Una altra funció augmentada pel sistema nerviós simpàtic és la respiració, que inclou obrir la gola per augmentar el flux d'aire. Això es fa mitjançant l'expansió de la glotis, que permet que passi més aire. A mesura que un individu està experimentant aquesta resposta simpàtica, finalment el sistema nerviós parasimpàtic intenta desfer la resposta disminuint les activitats d'estrès elevat i augmentant els processos de recuperació, que inclou la digestió corrent. Això implica la deglució, un procés que requereix tancar la glotis totalment expandida per evitar que els aliments entrin a la laringe. La glotis intenta romandre oberta mentre un individu plora. Aquesta lluita per tancar la glotis crea una sensació que se sent com un nus a la gola de l'individu.
Altres efectes secundaris comuns del plor són els llavis tremolants, el nas que treu mocs i una veu inestable.

## Freqüència
Segons la Societat Alemanya d'Oftalmologia, que ha recopilat diferents estudis científics sobre el plor, una dona de mitjana plora entre 30 i 64 vegades l'any, i un home de mitjana plora entre 6 i 17 vegades l'any.
Els homes solen plorar entre dos i quatre minuts, i les dones uns sis minuts. El plorar es converteix en sanglotar per a les dones en el 65% dels casos, en comparació amb només el 6% dels homes. Abans de l'adolescència, no hi ha cap diferència entre sexes.
La diferència entre la freqüència amb què ploren homes i dones és més gran als països més rics, més democràtics i femenins.

## Nadons

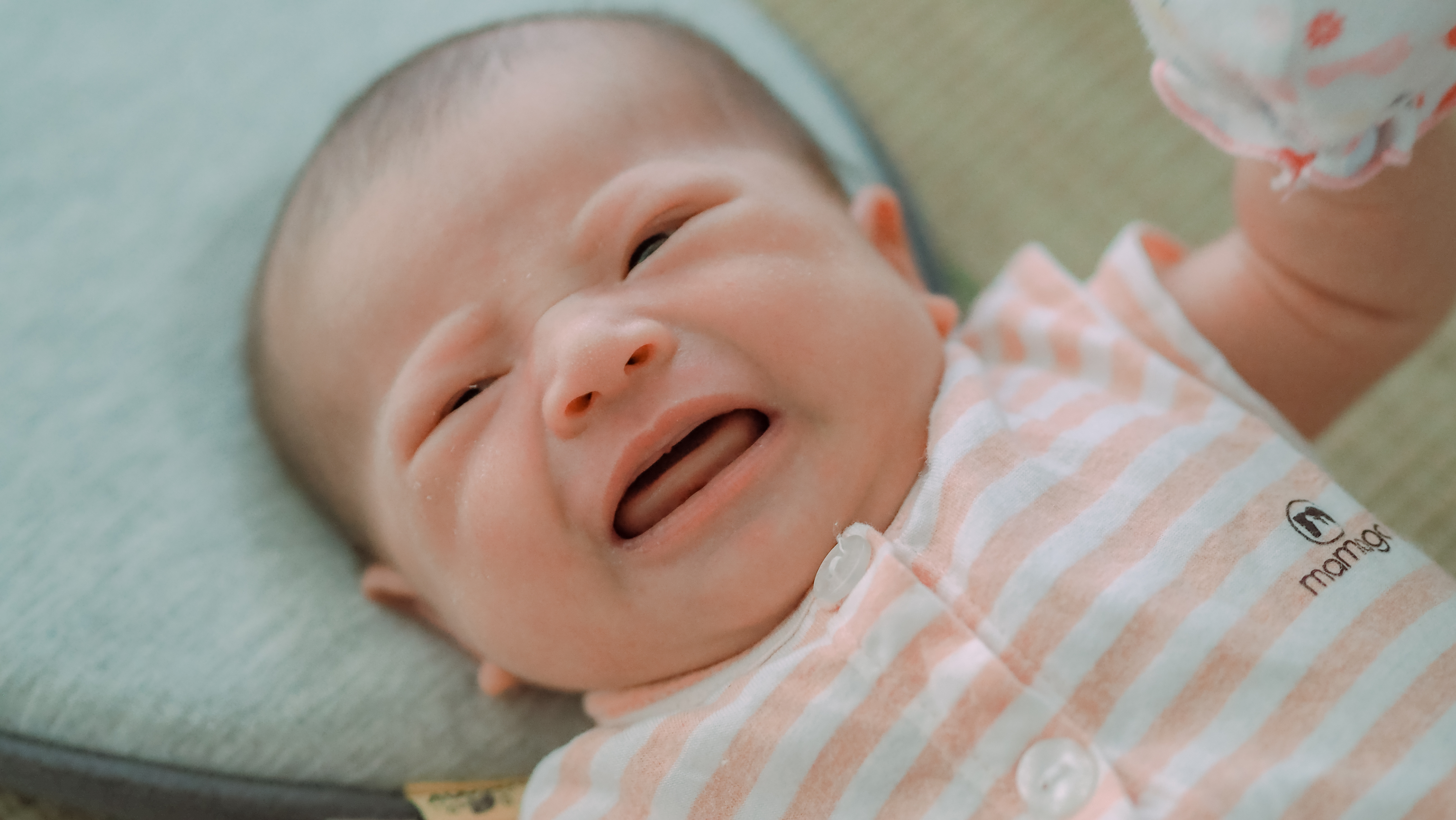
Un nen nounat plorant

Els nadons poden plorar a les 4-8 setmanes aproximadament.
El plor és fonamental quan neix un nadó. La seva capacitat de plorar indica que poden respirar per si mateixos i reflecteix que s'han adaptat amb èxit a la vida fora de l'úter.
Tot i que el plor és la manera de comunicació d'un nadó, no es limita a un so monòton. Hi ha tres tipus diferents de plors evidents en els nadons. El primer d'aquests tres és un crit bàsic, que és un crit sistemàtic amb un patró de plor i silenci. El crit bàsic comença amb un crit juntament amb un silenci més breu, que és seguit d'un breu xiulet inspiratori agut. Aleshores, hi ha un breu silenci seguit d'un altre crit. La fam és un estimulant principal del crit bàsic. Un crit d'ira s'assembla molt al crit bàsic; en aquest crit, es força més aire en excés a través de les cordes vocals, fent-lo un crit més fort i brusc. Aquest tipus de crit es caracteritza per la mateixa seqüència temporal que el patró bàsic però es distingeix per diferències en la longitud dels diferents components de la fase. El tercer crit és el crit de dolor, que, a diferència dels altres dos, no té cap gemec previ. El crit de dolor és un crit fort, seguit d'un període de respiració. Els nadons ploren com a sistema de comunicació, per cridar l'atenció dels pares amb soroll i demostració de passar algun tipus d'angoixa, i podria ser llavors un reflex instintiu per expressar el mateix estat anímic als altres, un codi de facilitació comunicativa en un grup social.
La majoria dels adults poden determinar si els plors d'un nadó signifiquen ira o dolor. La majoria dels pares també tenen una millor capacitat per distingir els plors del seu propi nadó que els d'un nen diferent. Un estudi del 2009 va trobar que els nadons imiten el contorn de to dels seus pares. Els infants francesos ploren amb una nota creixent mentre que els nens alemanys afavoreixen una melodia descendent. Carlo Bellieni va trobar una correlació entre les característiques del plor dels nadons i el nivell de dolor, tot i que no va trobar una correlació directa entre la causa del plor i les seves característiques.
T. Berry Brazelton ha suggerit que la sobreestimulació pot ser un factor que contribueix al plor dels nadons i que els períodes de plor actiu poden servir per alliberar la sobreestimulació i ajudar el sistema nerviós del nadó a recuperar l'homeòstasi. Aquest alliberament de l'estrés es produiria per la secreció de determinades substàncies durant el plor, com l'hormona adrenocorticotropa.
Sheila Kitzinger va trobar una correlació entre el nivell d'estrès prenatal de la mare i la quantitat posterior de plor del nadó. També va trobar una correlació entre el trauma del naixement i el plor. Les mares que havien experimentat intervencions obstètriques o que es van fer sentir impotents durant el part tenien nadons que ploraven més que altres bebès. En lloc d'intentar un remei rere un altre per aturar aquest plor, va suggerir que les mares agafinsin els seus nadons i deixin que el plor segueixi el seu curs. Altres estudis han donat suport a les troballes de Kitzinger. Els nadons que havien experimentat complicacions de part van tenir plors més llargs als tres mesos d'edat i es despertaven amb més freqüència a la nit plorant.
A partir d'aquestes diverses troballes, Aletha Solter ha proposat una teoria general d'alliberament emocional del plor infantil. Quan els nadons ploren sense cap raó òbvia després de descartar totes les altres causes (com ara la gana o el dolor), suggereix que el plor pot ser un mecanisme beneficiós per alliberar l'estrès. Ella recomana l'enfocament de "plorar en braços" com una manera de consolar aquests nadons. Una altra manera de reconfortar i calmar el nadó és imitar la familiaritat i la comoditat de l'úter de la mare. Robert Hamilton va desenvolupar una tècnica per als pares on un nadó es pot calmar i deixar de plorar en 5 segons.
Un estudi publicat a Current Biology ha demostrat que alguns pares amb experiència amb nens són millors per identificar els tipus de plors que aquells que no tenen experiència amb nens.

## Classificació

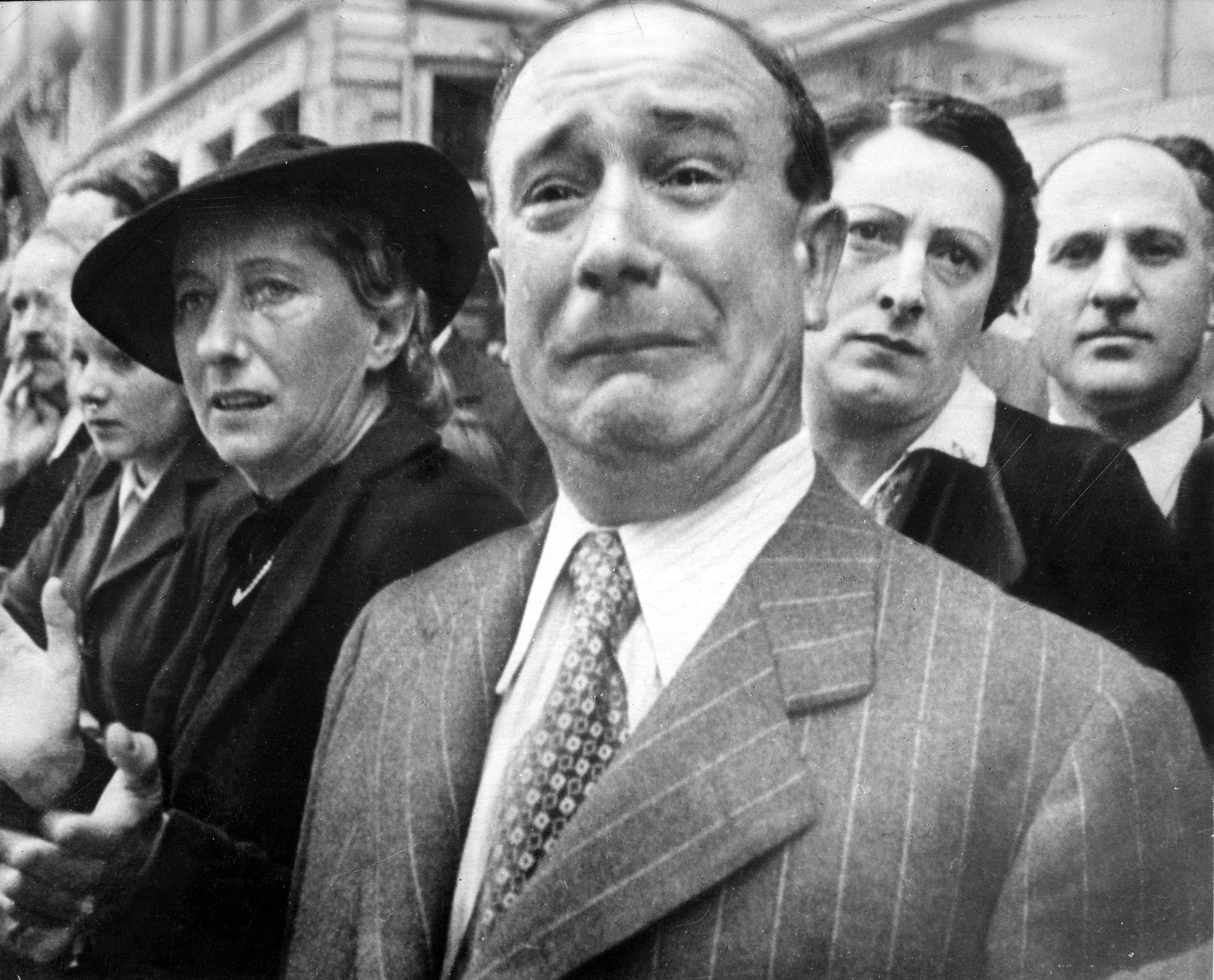
Un francès vessa llàgrimes de dolor patriòtic (1940)

Hi ha hagut molts intents de diferenciar els dos tipus diferents de plor entre positiu i negatiu. Les diferents perspectives s'han desglossat en tres dimensions per examinar les emocions que es senten i també per copsar el contrast entre els dos tipus.
La perspectiva espacial explica el plor trist com aquell que s'experimenta en arribar a ser "allà", com ara a casa o amb una persona que potser acaba de morir. En canvi, plorar d'alegria és reconèixer estar "aquí", emfatitzar la intensa consciència d'una ubicació, com en el casament d'un familiar.
La perspectiva temporal explica el plor d'una manera lleugerament diferent. En perspectiva temporal, el plor de dolor es deu a mirar al passat amb pena o al futur amb por. Això relaciona el plor la pèrdua d'algú i el lament de no haver passat més temps amb ell o estar nerviós per un esdeveniment proper. Plorar com a resultat de la felicitat seria llavors una resposta a un moment com si fos etern; la persona queda congelada en un present feliç i immortalitzat.
L'última dimensió es coneix com a perspectiva publicoprivada. Això descriu els dos tipus de plor com a maneres d'implicar detalls sobre el jo com es coneix en privat o la identitat pública d'un. Per exemple, plorar per una pèrdua és un missatge al món exterior que demana ajuda per fer front als sofriments interns. O, com va suggerir Arthur Schopenhauer, el plor de dolor és un mètode d'autocompasió o autoestima, una manera de reconfortar-se. El plor de joia, en canvi, és un reconeixement a la bellesa, la glòria o la meravella.

## Religió

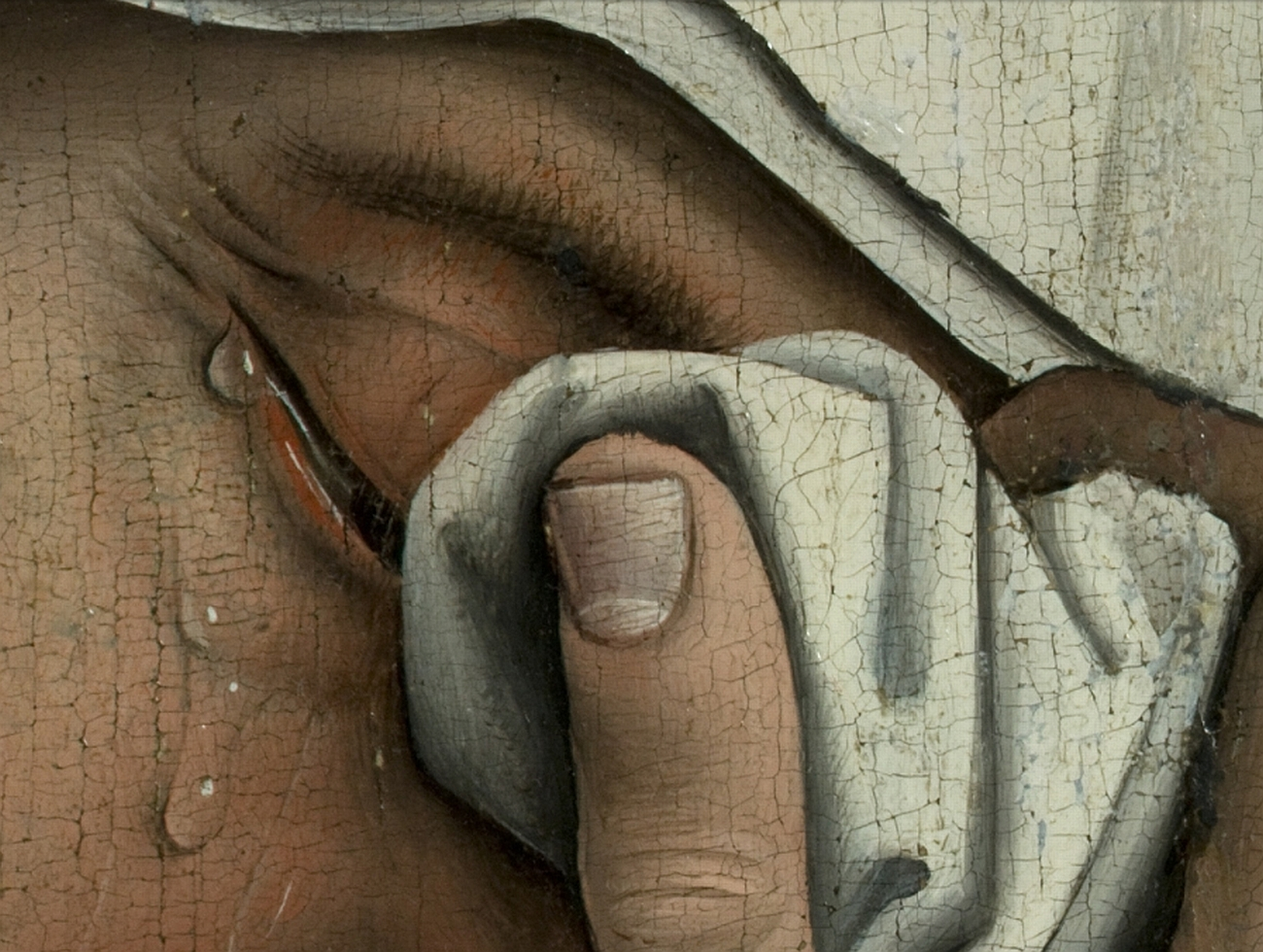
Detall de Baixada de la Creu, c. 1435 per Rogier van der Weyden, les llàgrimes de Maria de Clopas

Els xiïtes Ithna Ashari (musulmans que creuen en dotze imams després de Mahoma) consideren que el plor és una responsabilitat important cap als seus líders que van ser martiritzats. Plorar sobre l'imam Hussain és el signe o expressió de l'amor veritable.
En el cristianisme ortodox i catòlic, les llàgrimes es consideren un signe de penediment genuí i una cosa desitjable en molts casos. Es creu que les llàgrimes de veritable contrició són sacramentals, útils per perdonar els pecats, ja que recorden el baptisme del penitent.

## Tipus de llàgrimes

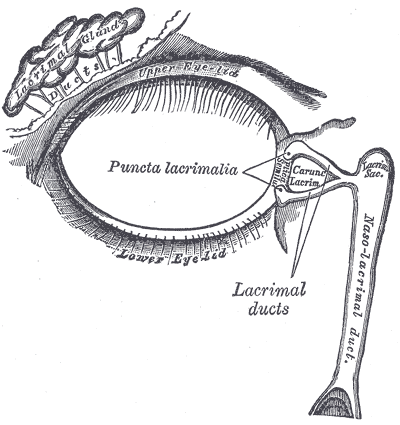
Esquema que mostra l'aparell lacrimal

Hi ha tres tipus de llàgrimes: llàgrimes basals, llàgrimes reflexes i llàgrimes psíquiques. Les llàgrimes basals es produeixen a una velocitat d'1 a 2 microlitres per minut i es fan per mantenir l'ull lubricat i suavitzar les irregularitats de la còrnia. Les llàgrimes reflexives són llàgrimes que es produeixen com a resposta a irritacions per a l'ull, com per exemple quan es tallen cebes o es punxa l'ull. Les llàgrimes psíquiques són produïdes pel sistema lacrimal i són les llàgrimes expulsades durant els estats emocionals. :68

## Trastorns
- Còlic infantil, on el plor excessiu d'un nadó no té una causa òbvia o un trastorn mèdic subjacent.
- La paràlisi de Bell, on una regeneració defectuosa del nervi facial pot fer que els pacients vessin llàgrimes mentre mengen.[55]
- Síndrome del miol de gat, on el plor característic dels nadons afectats, semblant al d'un gatet miaulant, es deu a problemes de laringe i del sistema nerviós.
- Disautonomia familiar, on pot haver-hi una falta de llàgrimes desbordants (alacrima), durant el plor emocional.[56]
- Incontinència afectiva, episodis incontrolables de riure i/o plor.